# Arc-et-Senans
Arc-et-Senans är en stad i departementet Doubs i östra Frankrike. År 2022 hade Arc-et-Senans 1 621 invånare.
Arkitekten Claude-Nicolas Ledoux fick i uppdrag av Ludvig XV att skapa en industristad vid Arc-et-Senans för de kungliga saltbruken i regionen och därför att det där fanns gott om ved/skog till saltproduktionen. Ledoux påbörjade skapandet av saltbruket 1775 som en idealstad med fabriker för saltproduktion, bostäder för de anställda, kyrkor och andra byggnader. Det finns en stor ansats till utopisk helhetsmässig lösning och samtidigt en ton av anstalt över Ledouxs stad. Projektet fullbordades aldrig. 1982 blev Saline Royale i Arc-et-Senans av utsett till världsarv.

## Befolkningsutveckling
Antalet invånare i kommunen Arc-et-Senans
Referens:INSEE

## De kungliga saltbruken i Arc-et Senans

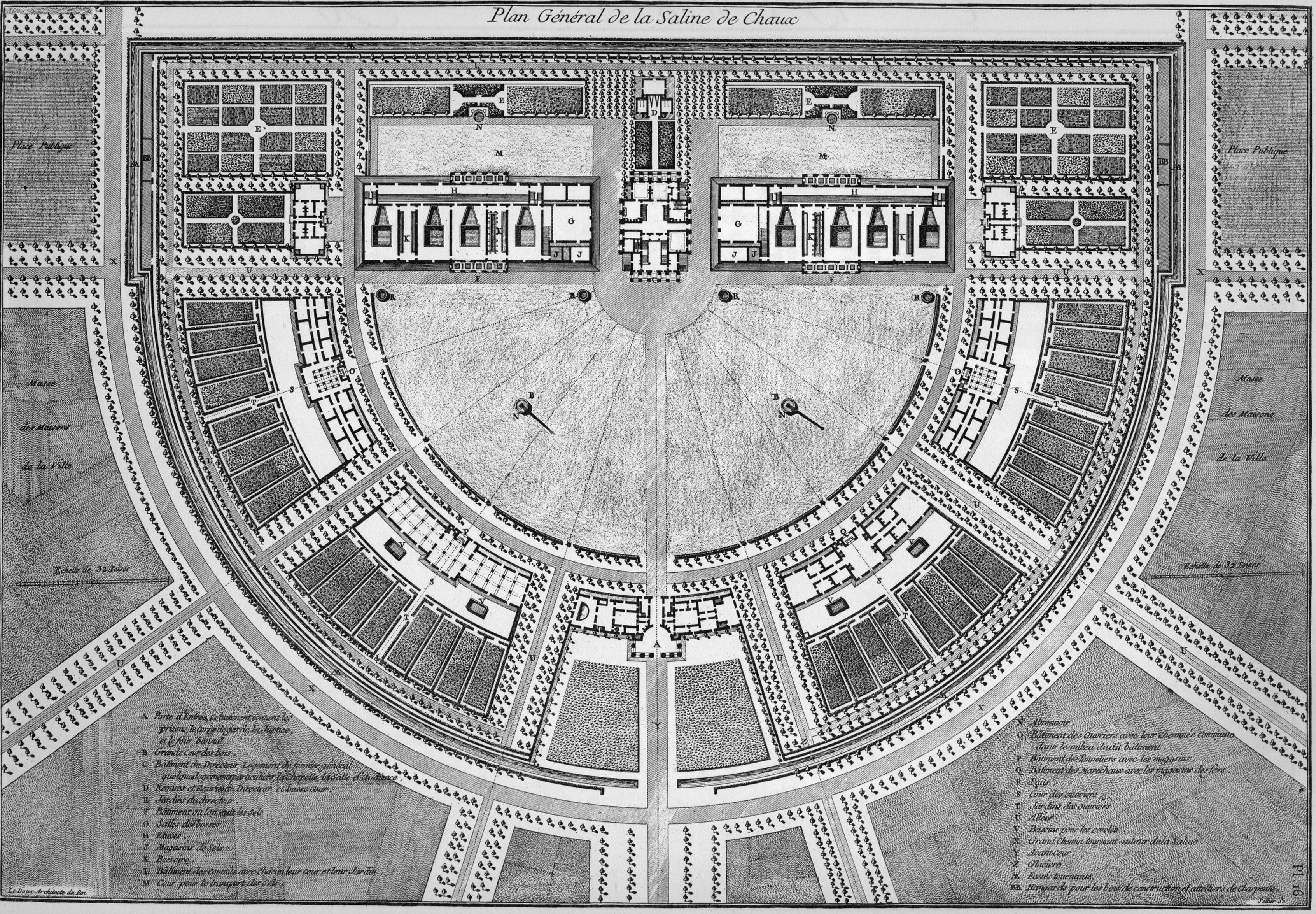
Ledouxs plan över saltbruksstaden.
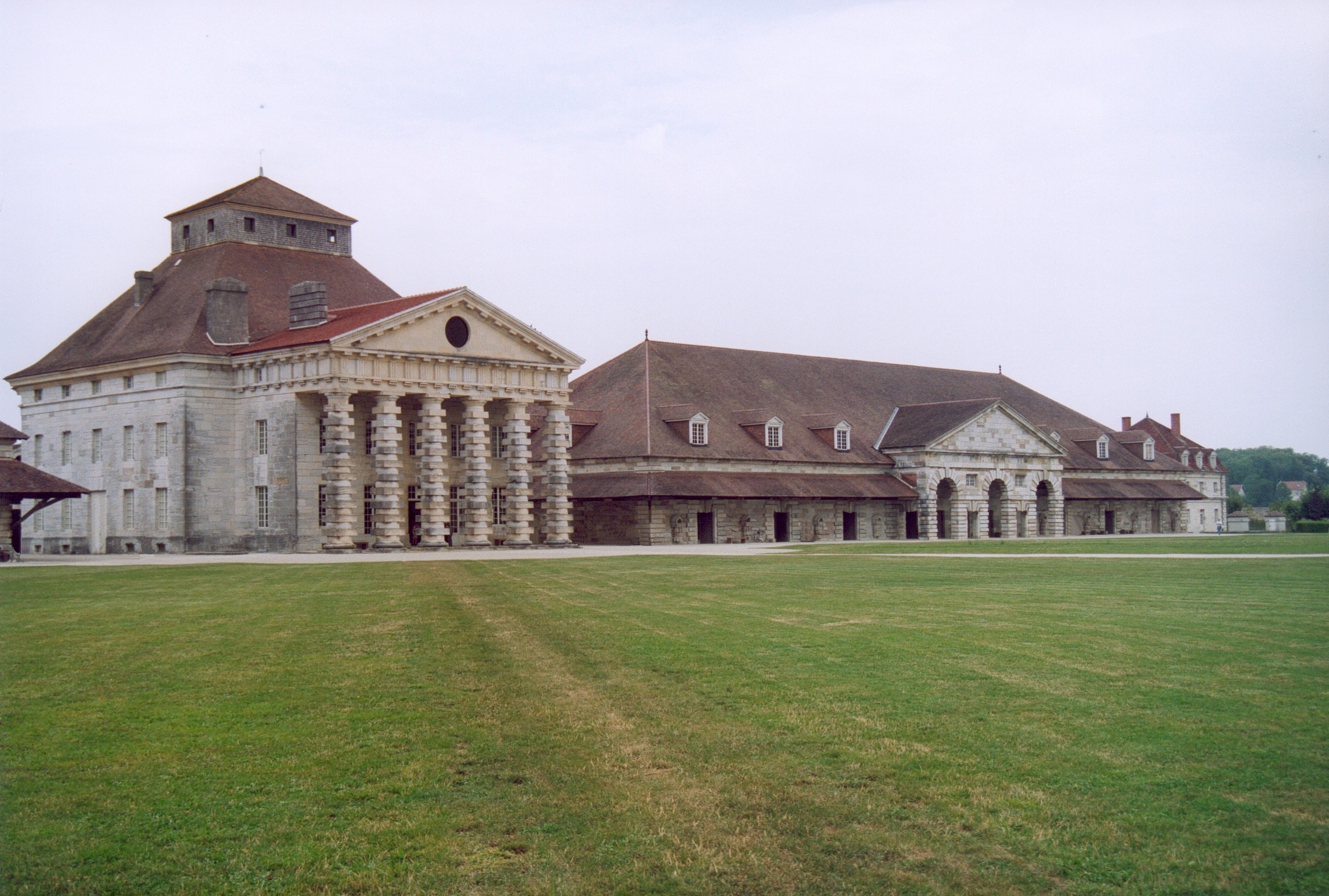
Direktörens bostad (t.v.) och en byggnad för saltbearbetning.
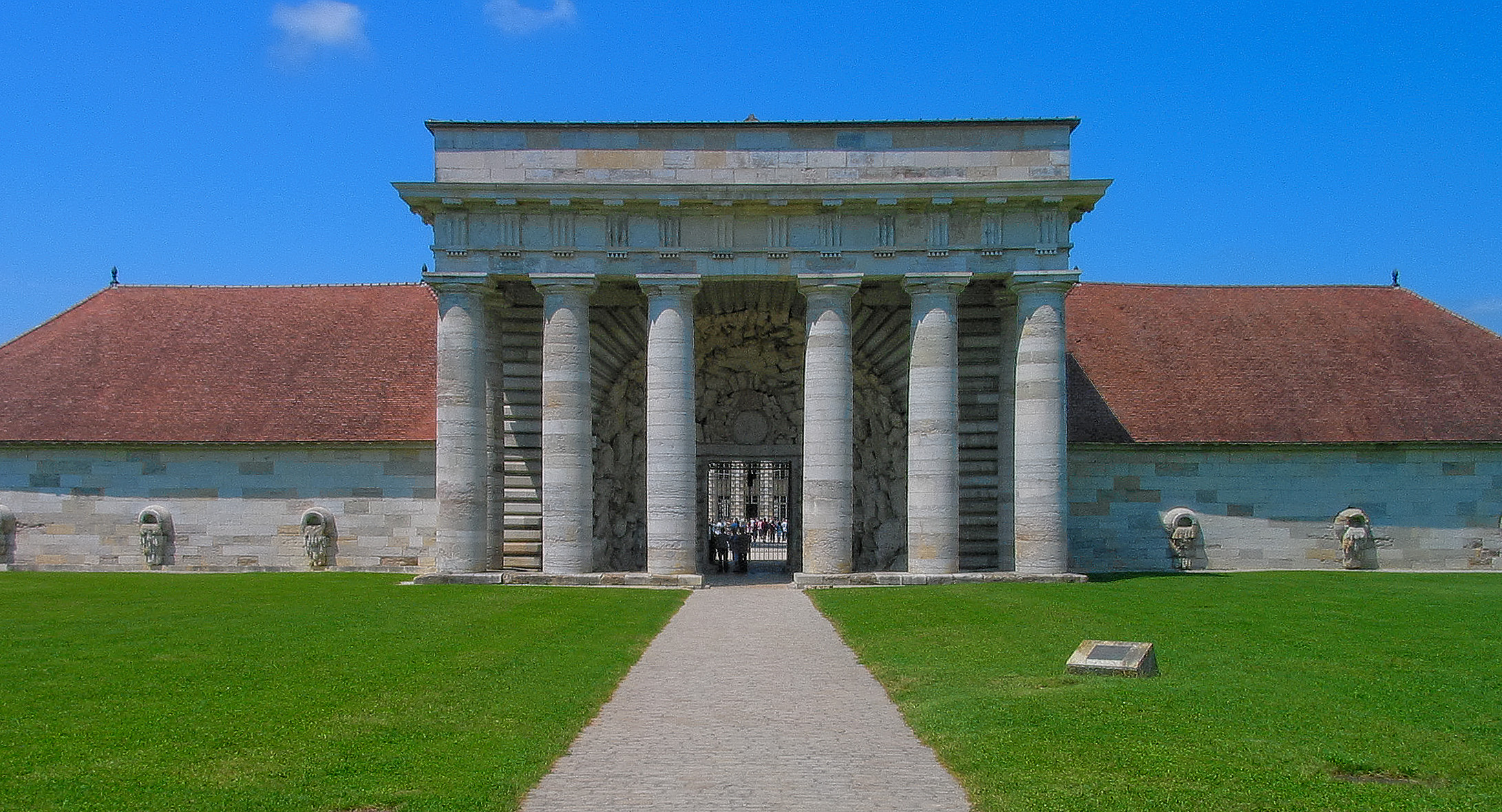
Saltbrukets entrébyggnad.
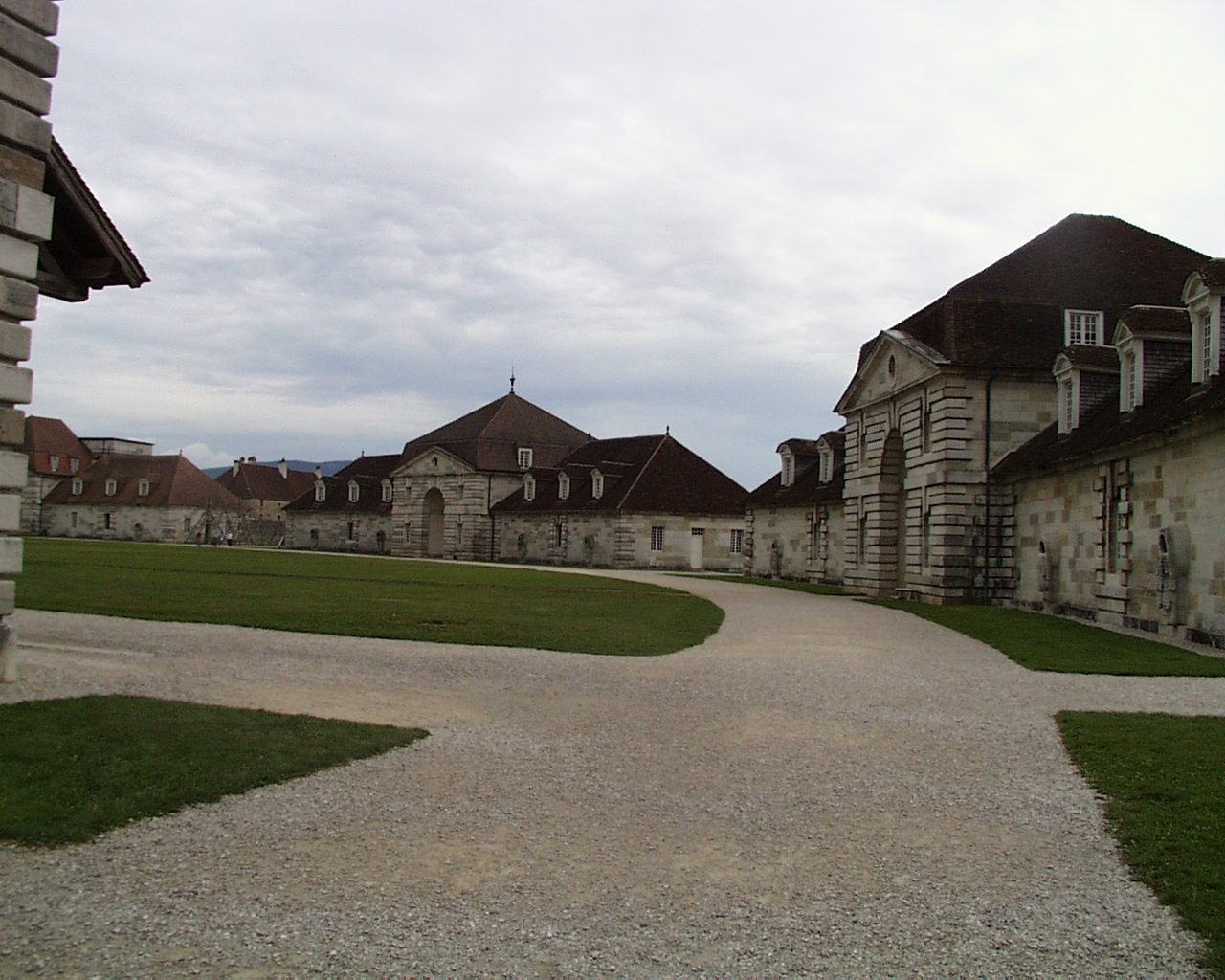
Byggnader som bildar en halvcirkel.